# Hängsle göl
Hängsle göl är en sjö i Tingsryds kommun i Småland och ingår i Mieåns huvudavrinningsområde.